# Mike Wilks
Michael Sharod Wilks, Jr. (Milwaukee, Wisconsin, 7 de mayo de 1979) es un exjugador de baloncesto estadounidense que disputó diez temporadas como profesional. Con 1,78 metros de estatura, jugaba en la posición de base. Desde 2019 ocupa el puesto de entrenador asistente de los Oklahoma City Thunder de la NBA

## Carrera

### Universidad
Después de graduarse en Rufus King High School en Milwaukee (donde fue Mr. Basketball en Wisconsin tras promediar 15 puntos, 2,5 rebotes, 9 asistencias y 4 robos), jugó cuatro temporadas con los Owls de la Universidad de Rice. Debutó en la temporada 1997-98 con 4,8 puntos. Mejoró como sophomore con 8,2 puntos y 4,6 asistencias.
En la 1999-00 siguió evolucionando con 15.8 puntos y 3.3 asistencias, hasta que en su año sénior se marcó la mejor temporada, 20,1 puntos, 4,9 rebotes y 3 asistencias, siendo elegido Jugador del Año en la Western Athletic Conference, además de ser incluido en el Mejor Quinteto de la conferencia y en el Mejor Quinteto Defensivo.

### Profesional
Wilks comenzó su carrera en la temporada 2002-03 con Atlanta Hawks, donde en 15 partidos (2 contratos de 10 días) promedió 5.7 puntos, 2.7 rebotes y 2.8 asistencias. Previamente fue fichado por Milwaukee Bucks pero lo cortaron sin que llegara a jugar. Una vez acabado su contrato tuvo que esperar a que el 12 de febrero de 2003, Minnesota Timberwolves le hiciera un nuevo contrato de 10 días para después extenderlo a toda la temporada.
El 8 de septiembre de 2003 Houston Rockets lo firmó como agente libre, pero apenas jugó. Después lo traspasaron, junto con Adrian Griffin y Eric Piatkowski, a Chicago Bulls a cambio de Dikembe Mutombo. Un mes después Chicago lo cortó.
El 27 de octubre de 2004 firmó con San Antonio Spurs con quien ganó un anillo en 2005. Durante la pretemporada fichó por Cleveland Cavaliers, que lo traspasaron en febrero de 2006 a Seattle Supersonics por Ronald Murray.
En 2007 llega a los Denver Nuggets, quienes poco antes de terminar la pretemporada lo cortan, aunque pocos días después fue repescado a causa de la lesión de Chucky Atkins. En febrero de 2008 ficha por Seattle Supersonics un contrato por 10 días, que posteriormente sería renovado. En septiembre ficha por Orlando Magic, siendo traspasado a Memphis Grizzlies el 19 de febrero de 2009. 
Pero deja los Grizzlies y ficha por Oklahoma City Thunder el 26 de noviembre de 2009. Siendo cortado por los Thunder el 22 de diciembre.
El 25 de agosto de 2010 fichó por el Asseco Prokom Gdynia de la liga polaca, siendo cortado en enero de 2011.

## Estadísticas de su carrera en la NBA

### Temporada regular
| Año     | Equipo        | PJ  | PT | MPP  | %TC  | %3P  | %TL   | RPP | APP | ROB | TPP | PPP |
| ------- | ------------- | --- | -- | ---- | ---- | ---- | ----- | --- | --- | --- | --- | --- |
| 2002-03 | Atlanta       | 15  | 7  | 24.3 | .358 | .353 | .724  | 2.7 | 2.8 | 1.1 | .1  | 5.7 |
| 2002-03 | Minnesota     | 31  | 0  | 10.5 | .313 | .222 | .889  | 1.0 | 1.6 | .3  | .1  | 2.0 |
| 2003-04 | Houston       | 26  | 0  | 5.6  | .472 | .600 | .833  | .6  | .7  | .1  | .0  | 1.9 |
| 2004-05 | San Antonio   | 48  | 0  | 5.8  | .416 | .313 | .750  | .5  | .7  | .3  | .0  | 1.7 |
| 2005-06 | Cleveland     | 37  | 0  | 6.6  | .288 | .143 | .500  | .7  | .5  | .2  | .0  | 1.1 |
| 2005-06 | Seattle       | 10  | 0  | 10.5 | .387 | .200 | .655  | 1.2 | 1.4 | .6  | .0  | 4.4 |
| 2006-07 | Seattle       | 47  | 4  | 11.4 | .468 | .333 | .786  | 1.1 | 1.7 | .3  | .1  | 3.6 |
| 2007-08 | Denver        | 8   | 0  | 15.3 | .435 | .400 | 1.000 | 1.5 | .8  | .6  | .0  | 3.0 |
| 2007-08 | Washington    | 4   | 0  | 11.0 | .500 | .500 | .000  | 1.5 | .8  | .8  | .0  | 1.3 |
| 2007-08 | Seattle       | 3   | 0  | 7.3  | .556 | .000 | 1.000 | .3  | 1.7 | .3  | .0  | 4.0 |
| 2009-10 | Oklahoma City | 4   | 0  | 14.8 | .500 | .667 | .500  | 1.0 | 1.0 | .0  | .0  | 4.0 |
| Total   | Total         | 233 | 11 | 9.6  | .402 | .321 | .741  | 1.0 | 1.2 | .4  | .0  | 2.5 |

### Playoffs
| Año   | Equipo    | PJ | PT | MPP | %TC  | %3P   | %TL  | RPP | APP | ROB | TPP | PPP |
| ----- | --------- | -- | -- | --- | ---- | ----- | ---- | --- | --- | --- | --- | --- |
| 2003  | Minnesota | 4  | 0  | 1.8 | .500 | 1.000 | .000 | .0  | .0  | .0  | .0  | .8  |
| 2004  | Houston   | 2  | 0  | 2.5 | .000 | .000  | .000 | .0  | .5  | .0  | .0  | .0  |
| Total | Total     | 6  | 0  | 2.0 | .500 | 1.000 | .000 | .0  | .2  | .0  | .0  | .5  |